# Liste der denkmalgeschützten Objekte in Opponitz
Die Liste der denkmalgeschützten Objekte in Opponitz enthält die 7 denkmalgeschützten, unbeweglichen Objekte der Gemeinde Opponitz im niederösterreichischen Bezirk Amstetten.

## Denkmäler
| Foto |                 | Denkmal                                                                         | Standort                                    | Beschreibung | Metadaten |
| ---- | --------------- | ------------------------------------------------------------------------------- | ------------------------------------------- | --- | --- |
| ja   | Datei hochladen | Pießlinger Hammerwerk Am Bach HERIS-ID: 31317 Objekt-ID: 28259                  | Hauslehen 14 Standort KG: Opponitz          | Ein ehemaliges Sensen- und Hammerwerk, das 1823 gebaut wurde und seit 1988 als Museum dient.                                 | BDA-Hist.: Q37941622 Status: Bescheid Stand der BDA-Liste: 2025-06-30 Name: Pießlinger Hammerwerk Am Bach GstNr.: .52, 241/1, .50, .54, 230/2             |
| ja   | Datei hochladen | Gemeindeamt, ehem. Herrenhaus des Grüblhammers HERIS-ID: 31316 Objekt-ID: 28258 | Hauslehen 21 Standort KG: Opponitz          | Ein über einem hakenförmigen Grundriss errichtetes zweigeschoßiges Herrenhaus.                                               | BDA-Hist.: Q37941611 Status: § 2a Stand der BDA-Liste: 2025-06-30 Name: Gemeindeamt, ehem. Herrenhaus des Grüblhammers GstNr.: 22 Gemeindeamt Opponitz    |
| ja   | Datei hochladen | Pfarrhof HERIS-ID: 31313 Objekt-ID: 28255                                       | Hauslehen 22 Standort KG: Opponitz          | Ein mächtiger Baukubus aus dem 17. Jahrhundert mit Walmdach.                                                                 | BDA-Hist.: Q37941598 Status: § 2a Stand der BDA-Liste: 2025-06-30 Name: Pfarrhof GstNr.: 21 Pfarrhof Opponitz                                             |
| ja   | Datei hochladen | Körnerkasten HERIS-ID: 50681 Objekt-ID: 55908                                   | Strubb 3 Standort KG: Opponitz              | Ein hoher rechteckiger zweigeschoßiger Bruchsteinbau aus der zweiten Hälfte des 16. Jahrhunderts mit Satteldach.             | BDA-Hist.: Q38041589 Status: Bescheid Stand der BDA-Liste: 2025-06-30 Name: Körnerkasten GstNr.: 206 Körnerkasten Opponitz                                |
| ja   | Datei hochladen | Kath. Pfarrkirche hl. Kunigunde HERIS-ID: 31311 Objekt-ID: 28253                | Standort KG: Opponitz                       | Eine neobarocke-neoklassizistische Kirche mit Westfassadenturm, die vom Waidhofener Maurermeister Brandtner errichtet wurde. | BDA-Hist.: Q37941575 Status: § 2a Stand der BDA-Liste: 2025-06-30 Name: Kath. Pfarrkirche hl. Kunigunde GstNr.: 1080/1 Pfarrkirche hl. Kunigunde Opponitz |
| ja   | Datei hochladen | Wasserwerk HERIS-ID: 31320 Objekt-ID: 28262                                     | Schwarzenbach 16 Standort KG: Schwarzenbach | Ein in den Jahren 1922 bis 1924 errichtetes Wasserkraftwerk.                                                                 | BDA-Hist.: Q1786173 Status: § 2a Stand der BDA-Liste: 2025-06-30 Name: Wasserwerk GstNr.: .50 Kraftwerk Opponitz                                          |
| ja   | Datei hochladen | Aufnahmsgebäude Thann HERIS-ID: 31308 Objekt-ID: 28249                          | Thann 20 Standort KG: Thann                 | Stationsgebäude der Ybbstalbahn mit angebautem Gütermagazin.                                                                 | BDA-Hist.: Q37941565 Status: Bescheid Stand der BDA-Liste: 2025-06-30 Name: Aufnahmsgebäude Thann GstNr.: 244/1 Bahnhof Opponitz                          |